# Jessica Ennis-Hill
Jessica Phyllis Ennis-Hill (Sheffield, 28 gennaio 1986) è un'ex multiplista britannica.
In carriera si è laureata campionessa olimpica, mondiale ed europea di eptathlon, nonché campionessa mondiale indoor di pentathlon.

## Biografia
Figlia di Vinnie Ennis e Alison Powell, Jessica è nata il 28 gennaio del 1986 a Sheffield. Suo padre, originario della Giamaica, è pittore e decoratore, mentre sua madre è assistente sociale. Nessuno dei suoi genitori era particolarmente attratto dallo sport: il padre disputò qualche corsa veloce a scuola, mentre la madre provò col salto in alto.
Jessica ha partecipato alle sue prime gare all'età di 11 anni: cresciuta nella Highfield Arena di Sheffield, ha infine trovato la sua dimensione nell'eptathlon. Nel 2010 le è stata conferita una laurea honoris causa dall'università di Sheffield per il suo eccellente contributo allo sport.
La Ennis è considerata il simbolo dell'atletica pulita; pur essendo la dominatrice incontrastata della specialità dell'eptathlon negli ultimi anni, i suoi 6 955 punti rappresentano solamente la 12ª prestazione di sempre in una specialità dell'atletica leggera, nella quale un tempo forse la lotta al doping non era così attenta come adesso.
Ha dovuto saltare i Giochi olimpici di Pechino 2008 a causa di una frattura da stress alla caviglia destra, che l'ha costretta alle stampelle per otto settimane.
Il 13 ottobre 2016 ha annunciato il proprio ritiro dalle competizioni.

## Record nazionali

### Seniores
- Eptathlon: 6 955 p. ( Londra, 4 agosto 2012)

## Progressione

### Eptathlon
| Stagione | Punteggio | Luogo          | Data      | Rank. Mond. |
| -------- | --------- | -------------- | --------- | ----------- |
| 2016     | 6 775 p.  | Rio de Janeiro | 13-8-2016 | 2ª          |
| 2015     | 6 669 p.  | Pechino        | 23-8-2015 | 2ª          |
| 2012     | 6 955 p.  | Londra         | 4-8-2012  | 1ª          |
| 2011     | 6 790 p.  | Götzis         | 29-5-2011 | 1ª          |
| 2010     | 6 823 p.  | Barcellona     | 31-7-2010 | 1ª          |
| 2009     | 6 731 p.  | Berlino        | 16-8-2009 | 1ª          |
| 2007     | 6 469 p.  | Osaka          | 26-8-2007 | 4ª          |
| 2006     | 6 287 p.  | Göteborg       | 8-8-2006  | 13ª         |
| 2005     | 5 910 p.  | Smirne         | 16-8-2005 | 48ª         |
| 2004     | 5 542 p.  | Grosseto       | 17-7-2004 | 121ª        |
| 2003     | 5 116 p.  | Desenzano      | 11-5-2003 | 241ª        |
| 2002     | 5 194 p.  | Pratteln       | 4-8-2002  | 224ª        |

### Pentathlon
| Stagione | Punteggio | Luogo      | Data      | Rank. Mond. |
| -------- | --------- | ---------- | --------- | ----------- |
| 2011/12  | 4 965 p.  | Istanbul   | 9-3-2012  | 2ª          |
| 2009/10  | 4 937 p.  | Doha       | 13-3-2010 | 1ª          |
| 2006/07  | 4 716 p.  | Birmingham | 2-3-2007  | 7ª          |
| 2005/06  | 4 401 p.  | Eaubonne   | 26-2-2006 | 18ª         |
| 2004/05  | 4 089 p.  | Cardiff    | 13-3-2005 | 43ª         |

## Palmarès

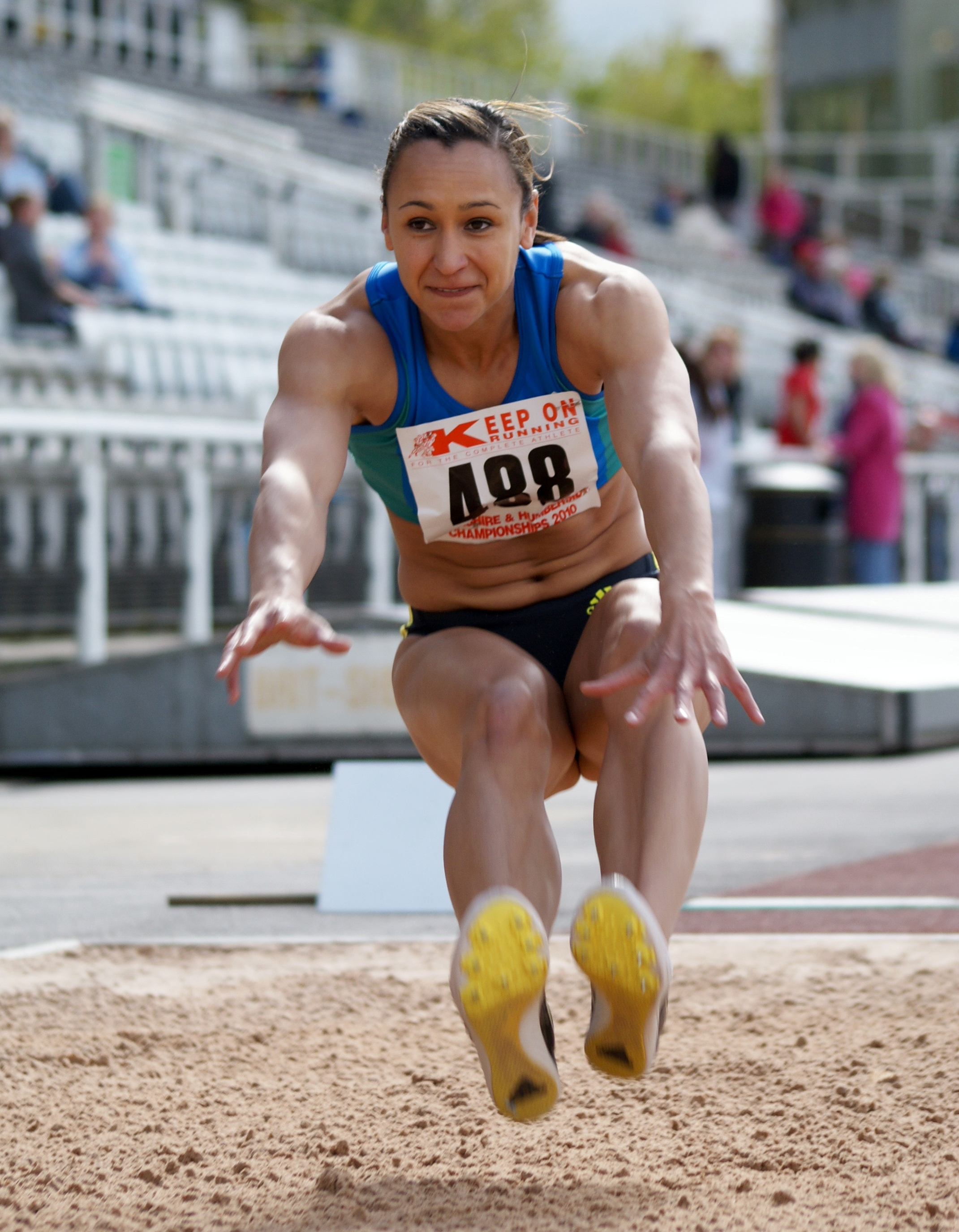
Jessica Ennis impegnata nel salto in lungo nel 2010

| Anno                                  | Manifestazione          | Sede           | Evento     | Risultato | Prestazione | Note                                     |
| ------------------------------------- | ----------------------- | -------------- | ---------- | --------- | ----------- | ---------------------------------------- |
| In rappresentanza della Gran Bretagna |                         |                |            |           |             |                                          |
| 2003                                  | Mondiali allievi        | Sherbrooke     | Eptathlon  | 5ª        | 5 311 p.    | Miglior prestazione personale            |
| 2004                                  | Mondiali juniores       | Grosseto       | Eptathlon  | 8ª        | 5 542 p.    | Miglior prestazione personale            |
| 2005                                  | Europei juniores        | Kaunas         | Eptathlon  | Oro       | 5 891 p.    |                                          |
| 2005                                  | Universiadi             | Smirne         | Eptathlon  | Bronzo    | 5 910 p.    |                                          |
| 2006                                  | Europei                 | Göteborg       | Eptathlon  | 8ª        | 6 287 p.    |                                          |
| 2007                                  | Europei indoor          | Birmingham     | Pentathlon | 6ª        | 4 716 p.    |                                          |
| 2007                                  | Europei under 23        | Debrecen       | 100 m hs   | Bronzo    | 13"09       |                                          |
| 2007                                  | Mondiali                | Osaka          | Eptathlon  | 4ª        | 6 469 p.    | Miglior prestazione personale            |
| 2009                                  | Mondiali                | Berlino        | Eptathlon  | Oro       | 6 731 p.    | Miglior prestazione mondiale stagionale  |
| 2010                                  | Mondiali indoor         | Doha           | Pentathlon | Oro       | 4 937 p.    | Record dei campionati                    |
| 2010                                  | Europei                 | Barcellona     | Eptathlon  | Oro       | 6 823 p.    | Record dei campionati                    |
| 2011                                  | Mondiali                | Taegu          | Eptathlon  | Oro       | 6 751 p.    |                                          |
| 2012                                  | Mondiali indoor         | Istanbul       | Pentathlon | Argento   | 4 965 p.    | Record nazionale                         |
| 2012                                  | Giochi olimpici         | Londra         | Eptathlon  | Oro       | 6 955 p.    | Record nazionale                         |
| 2015                                  | Mondiali                | Pechino        | Eptathlon  | Oro       | 6 669 p.    | Miglior prestazione personale stagionale |
| 2016                                  | Giochi olimpici         | Rio de Janeiro | Eptathlon  | Argento   | 6 775 p.    | Miglior prestazione personale stagionale |
| In rappresentanza dell' Inghilterra   |                         |                |            |           |             |                                          |
| 2006                                  | Giochi del Commonwealth | Melbourne      | Eptathlon  | Bronzo    | 6 269 p.    |                                          |

## Altre competizioni internazionali
2007

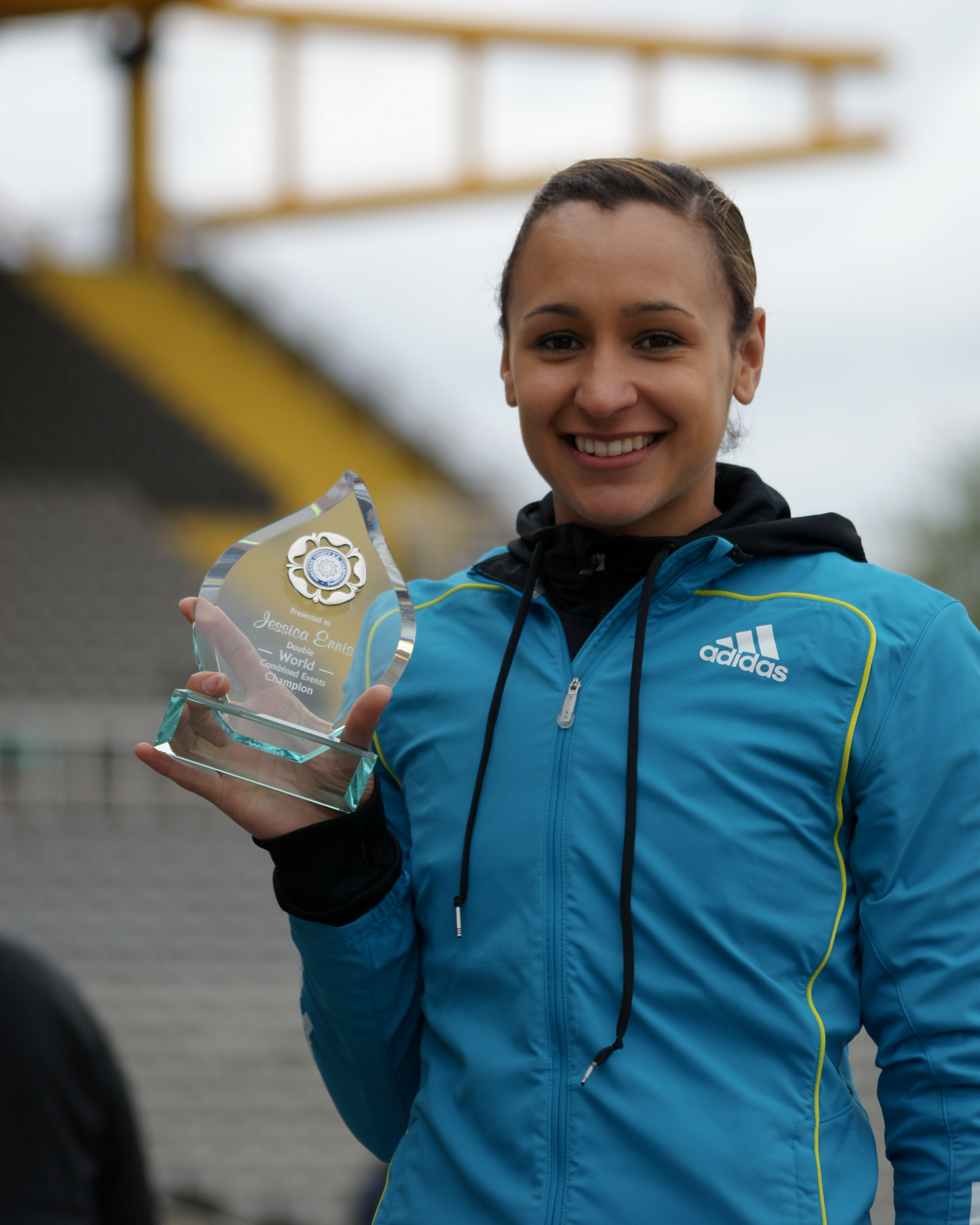
Jessica Ennis nel maggio 2010

- Oro in Coppa Europa di prove multiple ( Stettino), eptathlon - 6 399 p.

## Riconoscimenti
- Atleta europea dell'anno (2012)
- Atleta europea emergente dell'anno (2007)